# Deuteronomos concolor
Deuteronomos concolor är en fjärilsart som beskrevs av Barend J. Lempke 1951. Deuteronomos concolor ingår i släktet Deuteronomos och familjen mätare. Inga underarter finns listade i Catalogue of Life.